# ウルジーナ (小惑星)
ウルジーナ (860 Ursina) は小惑星帯にある小惑星。
マックス・ヴォルフがハイデルベルクのケーニッヒシュトゥール天文台で発見した。名前の由来は不明である。